# Pidonia picta
Pidonia picta là một loài bọ cánh cứng trong họ Cerambycidae.